# Pravljica o vodni kapljici
Pravljica o vodni kapljici je delo slovenskega avtorja Jožeta Snoja. Knjigo je ilustrirala in oblikovala Eka (Alenka) Vogelnik, izdala pa Založba Centralnega zavoda za napredek gospodinjstva leta 1987.

## Povzetek
Zgodba se začne s podrobno predstavitvijo vodne kapljice in njene družine. Nadaljuje se s tem, ko Ernestina, mati 6-letne Janine pripoveduje zgodbo o Sultanu in njegovi ženi, ki je na čelu nosila biser vodeno prosojne barve. Prav takšnega si zaželi tudi Janina. Ker ga ni imela, v solzah steče iz hiše. Ta trenutek pa začne deževati in na njenem obrazu se združita solza in dežna kaplja - nastane Vodna kapljica. Ta je enajst let potovala po Sori, Savi in Donavi vse do Bosporja, da bi tam videla vodeni biser ter se vrnila k Janini in ga pričarala na njenem čelu. Ko se je zlila v Črno morje, se je s pomočjo hlapov dvignila v nebo in odjadrala nazaj v Škofjo Loko. Pred počitniško hišico kapljica uzre Janino in njenega fanta, se spustili po Janininem obrazu in premine pol na dekličinih pol na dečkovih ustnicah.

## Analiza
Pravljica o vodni kapljici je sodobna otroška pravljica. Glavni književni osebi sta Vodna kapljica in 6-letna deklica Janina, stranski književni osebi pa Janinina starša - mati Ernestina in oče Severin. Vodna kapljica je poosebljena. Tema pravljice je kroženje vode med zemljo in nebom, ki je opisana od združitve dežne kapljice z Janinino solzo, potovanju po rekah do morja ter izhlapevanja v oblake in ponovnega izlitja v kapljo.
Pripovedovalec je tretjeosebni. 

### Dogajalni čas in prostor
Dogajalni čas je obdobje enajstih let, kolikor je Vodna kapljica potrebovala za pot iz Škofje Loke do Črnega morja in nazaj. Dogajanje je postavljeno v bližnjo preteklost, Ernestinina zgodba pa opisuje tudi dogodke iz časov turških vpadov. Začetek in konec zgodbe se odvijata v Škofji Loki, kjer živi Janina in njena družina, s potovanjem Vodne kapljice pa se srečujemo tudi z nekaterimi kraji ob reki Sori, Savi in Donavi ter ob Črnem morju.

### Zgradba
Zgradba pravljice je tridelna. Začne se s podrobno predstavitvijo vodne kapljice in njene družine. V drugi del spada Ernestinino pripovedovanje zgodbe o Sultanu, njegovi ženi in vodenem biseru, tretji del pa opisuje 11-letno potovanje Vodne kapljice iz Škofje Loke do Črnega morja in nazaj. 
Zasnovo pravljice je Ernestinino pripovedovanje zgodbe ter Janinina želja po vodenem biseru, zaplet predstavlja nastanek Vodene kapljice. Dogajanje doseže vrh, ko Vodna kapljica prispe v Bospor in vidi pravi vodeni biser. Razplet predstavlja izparjevanje Vodne kapljice s pomočjo bratov hlapov, razsnovo pa uprizoritev vodenega bisera na Janininem čelu. 

## Motivno-tematske povezave
Motiv vode je prisoten tudi v nekaterih tujih delih, kot na primer v otroški noveli The Water-Babies, A Fairy Tale for a Land Baby (1862) (Vodni otroci, pravljica za zemeljskega otroka), britanskega pisatelja Charlesa Kingsleya.